# ميروسلاف نيميك
ميروسلاف نيميك (بالسلوفاكية: Miroslav Nemec) هو لاعب كرة قدم تشيكي في مركز الهجوم، ولد في 26 سبتمبر 1971 في بانسكا بيستريتسا في سلوفاكيا. لعب مع إف كي أتيراو ونادي أسدود ونادي جيلينا ونادي داك 1904 دونيسكا ستريدا ونادي كوشيتسه.